# História do povo afro-brasileiro

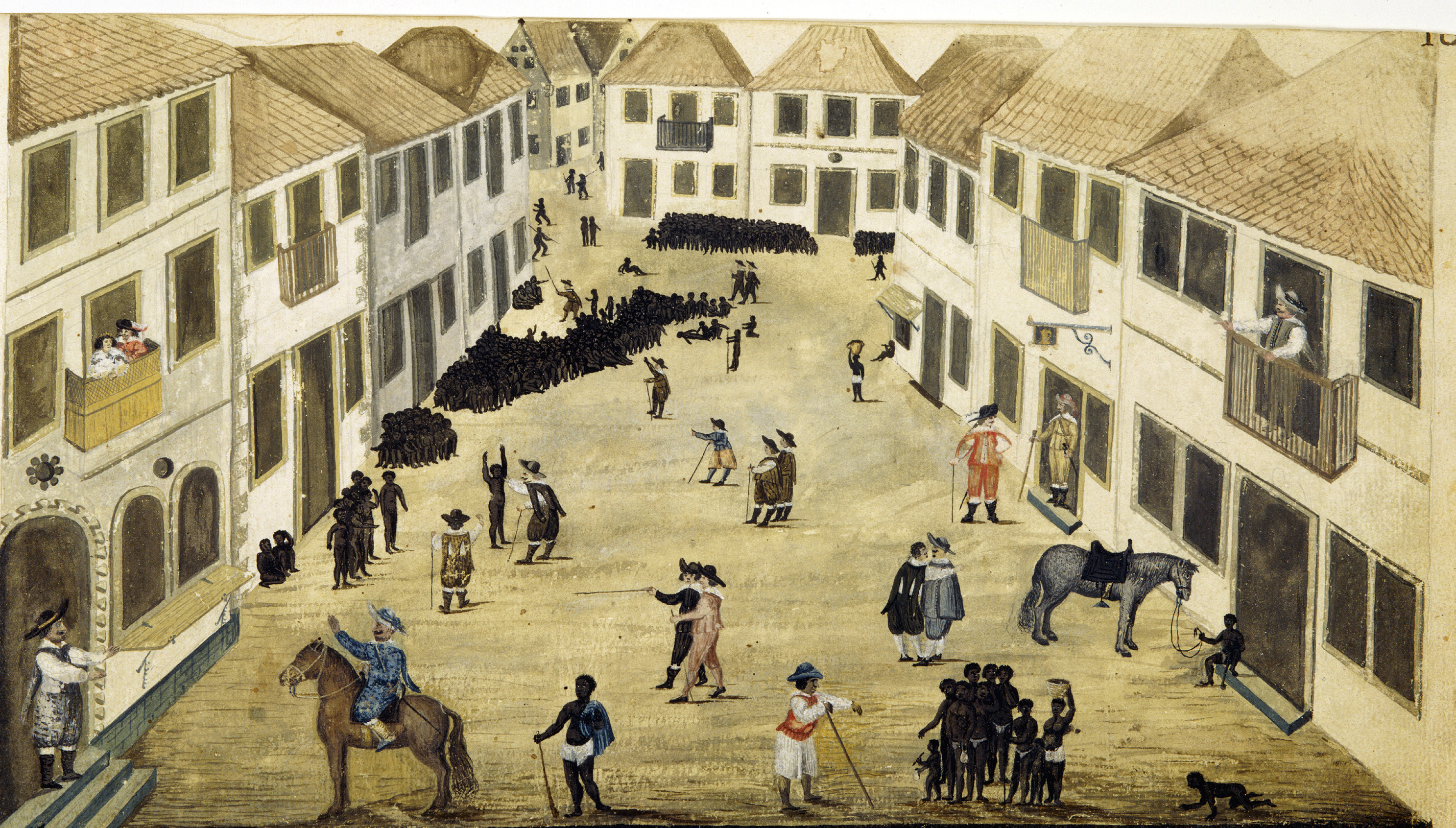
Mercado de escravos no Recife, pelo desenhista alemão Zacharias Wagner (entre 1637 e 1644). Pernambuco foi o berço da escravidão africana no Brasil, tendo recebido os primeiros cativos entre 1539 e 1542.

A história do povo afro-brasileiro abrange mais de cinco séculos de interação racial entre africanos importados, envolvidos ou descendentes dos efeitos do tráfico atlântico de escravos.

## Origens africanas
Os africanos trazidos para o Brasil pertenciam a dois grandes grupos: os da África Ocidental e os bantos.
Os povos da África Ocidental (anteriormente conhecidos como sudaneses, e sem ligação com o Sudão ) foram enviados em grande escala para a Bahia. Eles pertencem principalmente aos Ga-Adangbe, Yoruba, Igbo, Fon, Ashanti, Ewe, Mandinga e outros grupos da África Ocidental nativos da Guiné, Gana, Benin, Guiné-Bissau e Nigéria. Os bantus foram trazidos de Angola, região do Congo e Moçambique e enviados em larga escala para o Rio de Janeiro, Minas Gerais e Nordeste do Brasil.

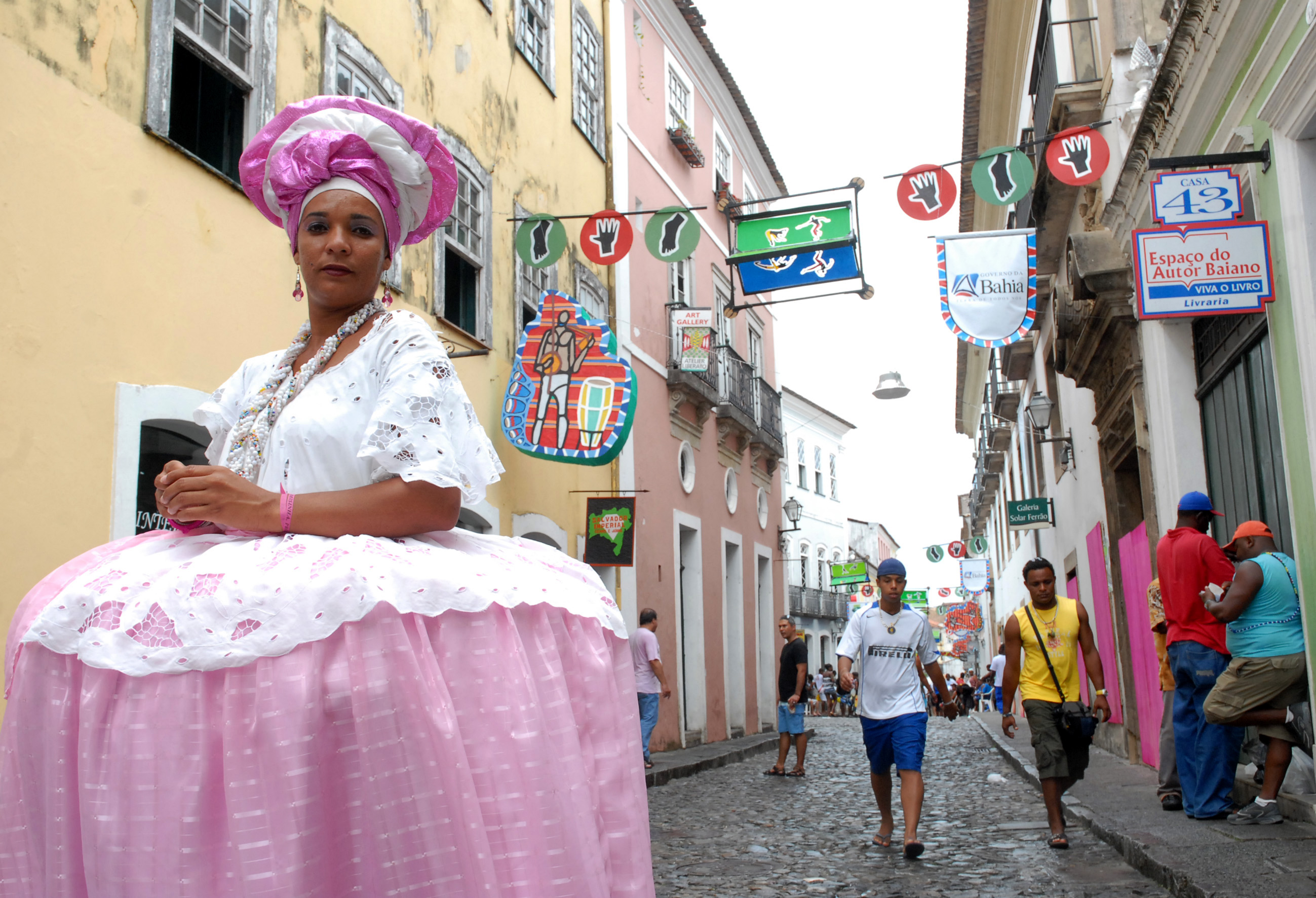
A vestimenta típica das baianas tem claras influências muçulmanas.

Os negros trazidos para o Brasil eram de diferentes etnias e de diferentes regiões africanas. Gilberto Freyre observou as principais diferenças entre esses grupos. Alguns povos sudaneses, como Hausa, Fula e outros eram islâmicos, falavam árabe e muitos deles sabiam ler e escrever nesta língua. Freyre observou que muitos escravos eram mais instruídos do que seus senhores, porque muitos escravos muçulmanos eram alfabetizados em árabe, enquanto muitos senhores portugueses brasileiros não sabiam nem ler nem escrever em português. Esses escravos de maior influência árabe e berbere foram em grande parte enviados para a Bahia. Ainda hoje a vestimenta típica das baianas tem claras influências muçulmanas, como o uso do turbante árabe na cabeça.
Apesar do grande afluxo de escravos islâmicos, a maioria dos escravos no Brasil foi trazida das regiões bantu da costa atlântica da África, onde hoje se localizam o Congo e Angola, e também de Moçambique. Em geral, essas pessoas viviam em tribos. Os congoleses desenvolveram a agricultura, criaram gado, domesticaram animais como cabras, porcos, galinhas e cães e produziram esculturas em madeira. Alguns grupos de Angola eram nómadas e não conheciam a agricultura.
| Estimativa de desembarque de africanos no Brasil de 1781 a 1855 | Estimativa de desembarque de africanos no Brasil de 1781 a 1855 | Estimativa de desembarque de africanos no Brasil de 1781 a 1855 | Estimativa de desembarque de africanos no Brasil de 1781 a 1855 | Estimativa de desembarque de africanos no Brasil de 1781 a 1855 |
| Período                                                         | Local de chegada                                                | Local de chegada                                                | Local de chegada                                                | Local de chegada                                                |
| Período                                                         | Total no Brasil                                                 | Ao sul da Bahia                                                 | Bahia                                                           | Ao norte da Bahia                                               |
| --------------------------------------------------------------- | --------------------------------------------------------------- | --------------------------------------------------------------- | --------------------------------------------------------------- | --------------------------------------------------------------- |
| Período total                                                   | 2 113 900                                                       | 1 314 900                                                       | 409 000                                                         | 390 000                                                         |
| 1781–1785                                                       | 34 800                                                          |                                                                 | 28 300                                                          |                                                                 |
| 1786–1790                                                       | 97 800                                                          | 44 800                                                          | 20 300                                                          | 32 700                                                          |
| 1791–1795                                                       | 125 000                                                         | 47 600                                                          | 34 300                                                          | 43 100                                                          |
| 1796–1800                                                       | 108 700                                                         | 45 100                                                          | 36 200                                                          | 27 400                                                          |
| 1801–1805                                                       | 117 900                                                         | 50 100                                                          | 36 300                                                          | 31 500                                                          |
| 1806-1810                                                       | 123 500                                                         | 58 300                                                          | 39 100                                                          | 26 100                                                          |
| 1811–1815                                                       | 139 400                                                         | 78 700                                                          | 36 400                                                          | 24 300                                                          |
| 1816-1820                                                       | 188 300                                                         | 95 700                                                          | 34 300                                                          | 58 300                                                          |
| 1821–1825                                                       | 181 200                                                         | 120 100                                                         | 23 700                                                          | 37 400                                                          |
| 1826–1830                                                       | 250 200                                                         | 176 100                                                         | 47 900                                                          | 26 200                                                          |
| 1831–1835                                                       | 93 700                                                          | 57 800                                                          | 16 700                                                          | 19 200                                                          |
| 1836–1840                                                       | 240 600                                                         | 202 800                                                         | 15 800                                                          | 22 000                                                          |
| 1841–1845                                                       | 120 900                                                         | 90 800                                                          | 21 100                                                          | 9 000                                                           |
| 1846-1850                                                       | 257 500                                                         | 208 900                                                         | 45 000                                                          | 3 600                                                           |
| 1851–1855                                                       | 6 100                                                           | 3 300                                                           | 1 900                                                           | 900                                                             |

Nota: "Sul da Bahia" significa "do Espírito Santo ao Rio Grande do Sul"; "Norte da Bahia" significa "de Sergipe ao Amapá".

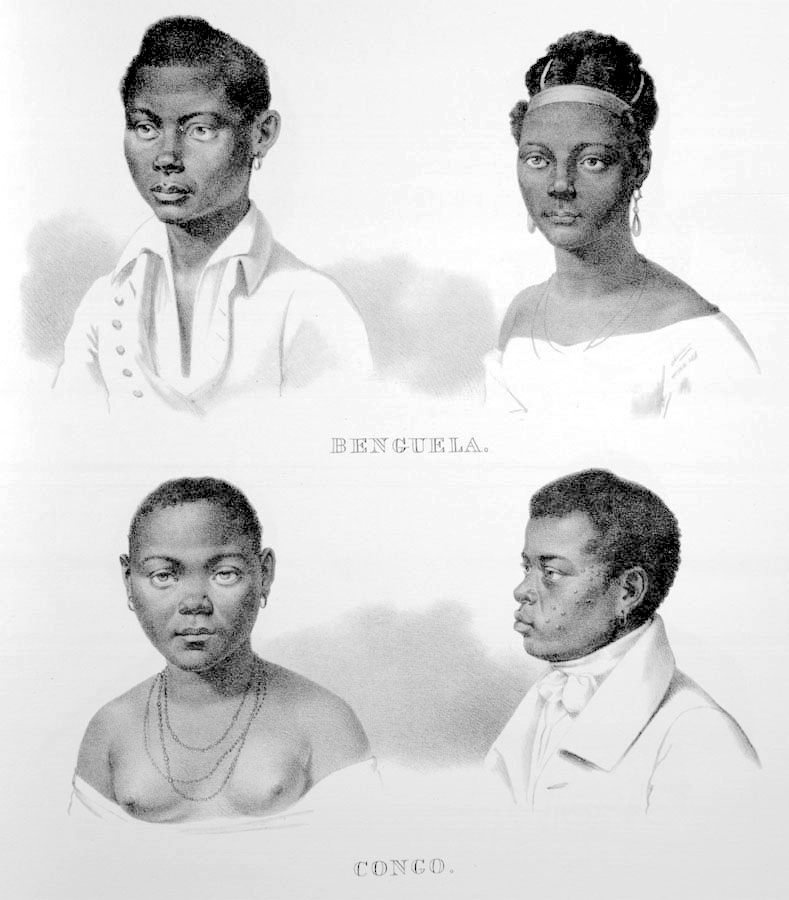
Escravos africanos de Benguela e Congo
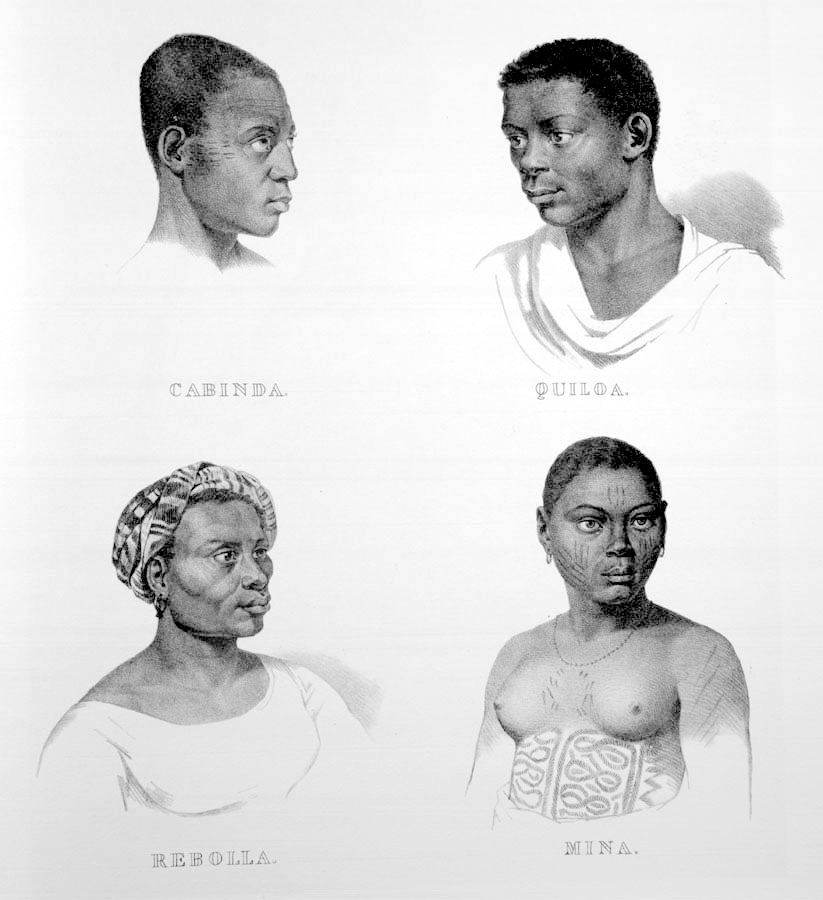
Escravos africanos de Cabinda, Kilwa, Rebolo e Elmina
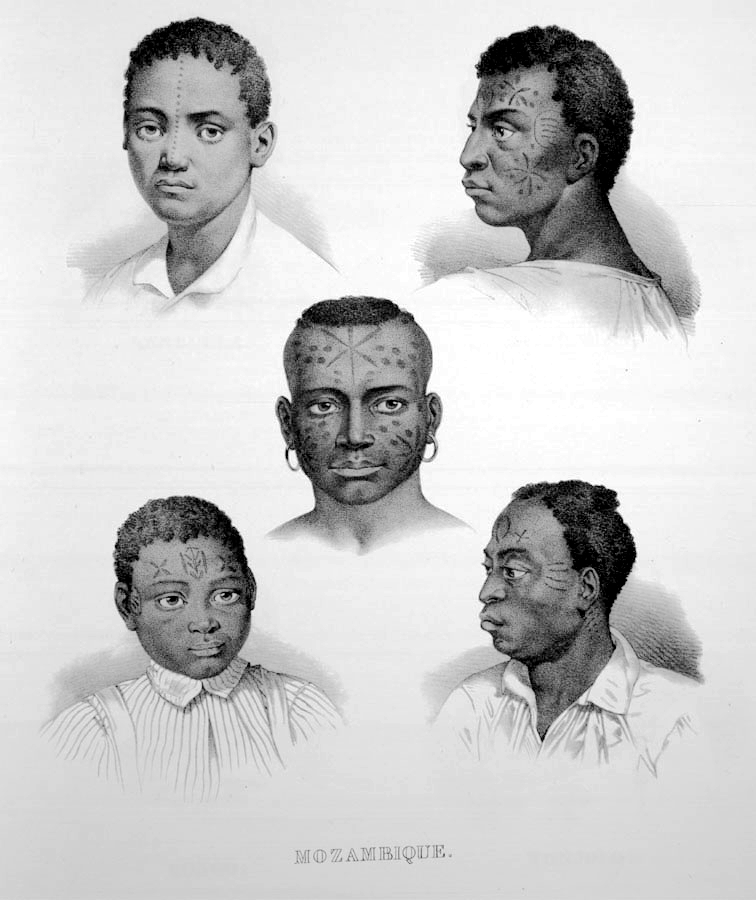
Escravos africanos de Moçambique
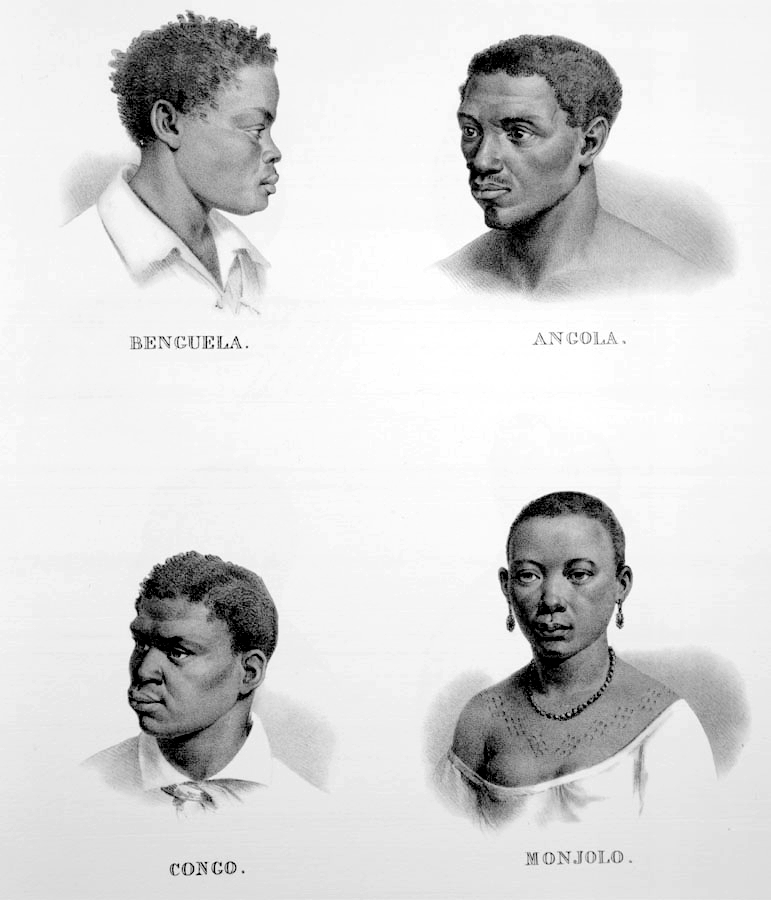
Escravos africanos de Benguela, Angola, Congo e Monjolo

## A viagem

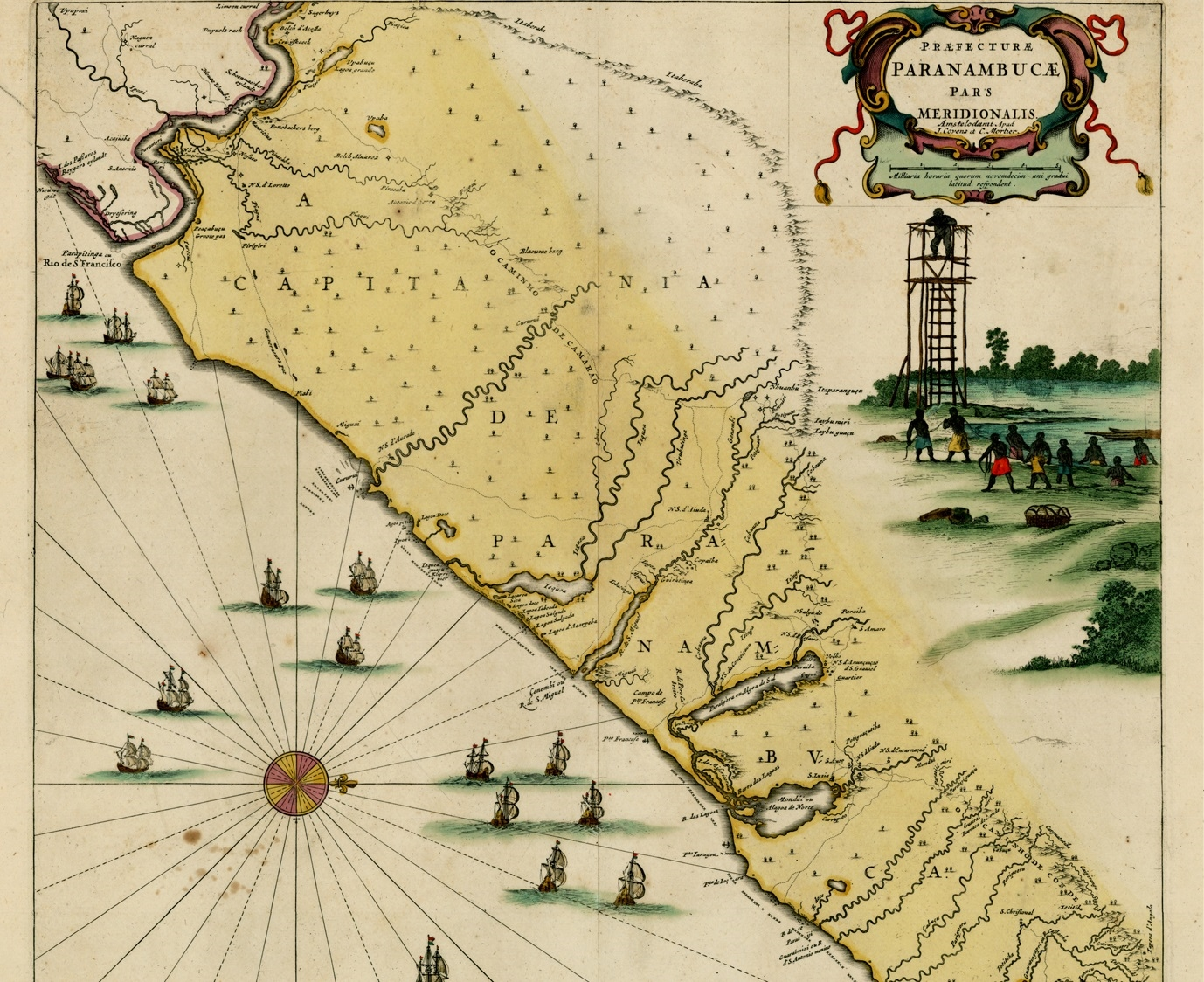
Mapa da Capitania de Pernambuco com representação do Quilombo dos Palmares, confeccionado pelo pintor e gravurista holandês Frans Post em 1647. Palmares foi o maior quilombo do Brasil colonial.

O comércio de escravos era um grande negócio que envolvia centenas de navios e milhares de pessoas no Brasil e na África. Havia oficiais na costa da África que vendiam os escravos para centenas de pequenos traficantes regionais no Brasil. Em 1812, metade dos trinta mercadores mais ricos do Rio de Janeiro eram traficantes de escravos. Os lucros foram enormes: em 1810 um escravo comprado em Luanda por 70 000 réis foi vendido no Distrito de Diamantina, Minas Gerais, por até 240 000 réis. Com os impostos, o estado arrecadava por ano o equivalente a 18 milhões de reais com o tráfico de escravos. Na África, pessoas eram sequestradas como prisioneiras de guerra ou oferecidas como pagamento de tributo a um chefe tribal. Os mercadores, que também eram negros africanos, levavam os escravos para o litoral onde seriam comprados por agentes dos traficantes portugueses de escravos. Até o início do século 18, essas compras eram feitas com ouro contrabandeado. Em 1703, Portugal proibiu o uso de ouro para este fim. Desde então, passaram a utilizar produtos da colônia, como têxteis, fumo, açúcar e cachaça para comprar os escravos.
Na África, cerca de 40% dos negros morreram no trajeto entre as áreas de captura e a costa africana. Outros 15% morreram nos navios que cruzavam o Oceano Atlântico entre a África e o Brasil. A partir da costa atlântica a viagem poderia levar de 33 a 43 dias. De Moçambique pode demorar até 76 dias. Uma vez no Brasil, de 10 a 12% dos escravos também morriam nos locais para onde eram levados para serem comprados por seus futuros senhores. Em consequência, apenas 45% dos africanos capturados na África para se tornarem escravos no Brasil sobreviveram. Darcy Ribeiro estimou que, nesse processo, cerca de 12 milhões de africanos foram capturados para serem trazidos ao Brasil, embora a maioria deles tenha morrido antes de se tornarem escravos no país.

## Escravidão no Brasil

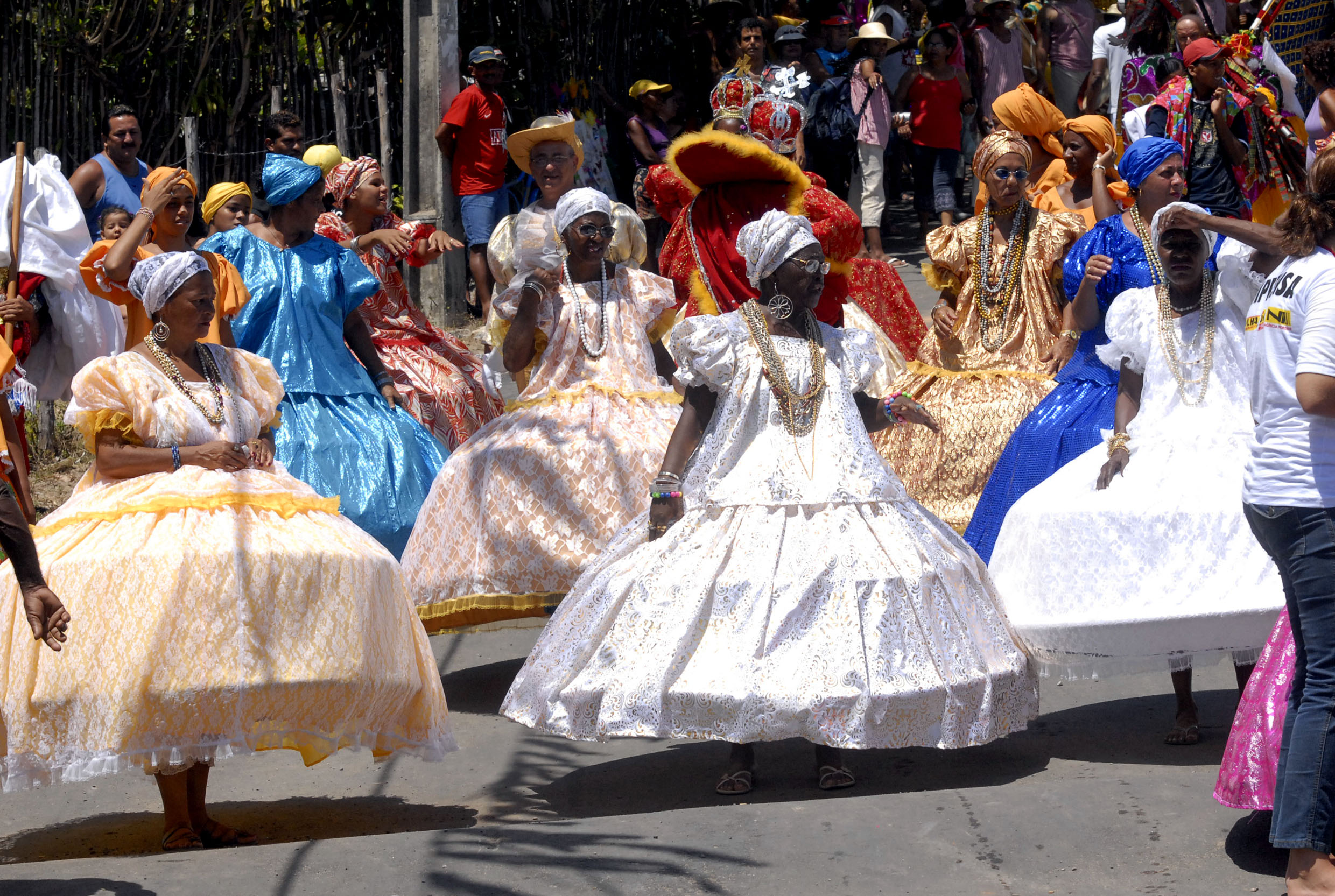
Em Pernambuco surgiram o primeiro folguedo e o primeiro ritmo afro-brasileiros: a Congada e o Maracatu. Na foto, cortejo de Maracatu Nação no Recife.

O Brasil obteve 37% de todos os escravos africanos comercializados, e cerca de 4 milhões de escravos foram enviados para este país. A partir de 1550, os portugueses começaram a comercializar escravos africanos para trabalhar nas plantações de açúcar, uma vez que o povo tupi nativo se deteriorou. Durante a época colonial, a escravidão foi um dos pilares da economia brasileira, especialmente na mineração e na produção de cana-de-açúcar.
Os escravos muçulmanos, conhecidos como Malê no Brasil, produziram uma das maiores revoltas de escravos das Américas, quando em 1835 tentaram tomar o controle de Salvador, Bahia. O evento ficou conhecido como Revolta dos Malê.

## Abolição da escravatura
A Clapham Sect, um grupo de políticos evangélicos vitorianos, fez campanha durante a maior parte do século 19 para que a Inglaterra usasse sua influência e poder para impedir o tráfico de escravos para o Brasil. Além de escrúpulos morais, a escravidão brasileira dificultou o desenvolvimento de mercados para produtos britânicos, que era uma das principais preocupações do governo britânico e da sociedade civil. Essa combinação levou a intensa pressão do governo britânico para que o Brasil acabasse com essa prática, o que foi feito gradualmente ao longo de várias décadas. A escravidão foi legalmente encerrada em 13 de maio pela Lei Áurea ("Lei Áurea") de 1888.

## Pós-escravidão
Na época do fim da escravidão, os afro-brasileiros enfrentaram uma série de desafios culturais, tanto patrocinados pelo Estado quanto pela sociedade. Entre eles, uma política de imigração discriminatória de longa data fez com que minorias anteriormente grandes de ex-escravos africanos e grande maioria deles e seus descendentes diretos, principalmente no Sul e Sudeste do Brasil, já estivessem sendo substituídos por imigrantes brancos europeus, de muitas origens; isso foi promovido por uma doutrina nacional de "branqueamento" racial (ou em português:  branqueamento  ), por meio do qual a miscigenação foi incentivada pelo Estado para gerar os afro-brasileiros de pele mais escura. Além das políticas de imigração e natalidade, o estado, sob o presidente Fonseca em 1890, também reviveu a proibição da capoeira na época da escravidão, que durou até a década de 1930 sob o ditador Getúlio Vargas. Houve também a proibição das religiões afro-brasileiras, e a primeira criminalização do uso da maconha no Brasil se deu por sua associação com a cultura dos escravos africanos. A superpopulação causou o êxodo rural descontrolado e a urbanização e a falta de infraestrutura para atender as massas aliadas à perpetuação da discriminação racial histórica resultaram nos enormes problemas sociais contemporâneos causados pelas disparidades de renda vistas ainda hoje no Brasil, o que levou a outros estereótipos negativos sobre a população afro-americana. Brasileiros perpetuando sua condição de párias sociais.
O fim da ditadura brasileira em 1985 trouxe muito mais liberdades civis e eventualmente a criminalização da propaganda racista, humilhação, assédio e discriminação; mas ainda há muitas questões importantes como disparidade de renda, disparidade salarial, perpetuação social de estereótipos raciais, crime e brutalidade policial, sexismo e intolerância religiosa (que podem ser inclusive protagonizados pelos próprios protestantes afro-brasileiros contra seguidores de religiões afro-brasileiras).

## Renascimento cultural
A partir da década de 1970, em plena ditadura militar, os afro-brasileiros se inspiraram na década anterior do Movimento dos Direitos Civis nos Estados Unidos. Isso foi evidenciado pela primeira vez na incorporação de funk, soul music e reggae jamaicano com samba e letras cada vez mais políticas para criar gêneros híbridos de música popular no Brasil, mas na década de 1980, um movimento político mais etnicamente consciente, alinhado tanto com o movimento Black Power nos Estados Unidos e no Caribe, bem como o movimento pan-africano na África, desenvolvido por meio de ideólogos como Abdias do Nascimento. Hoje, uma infinidade de organizações sociais, culturais e políticas foram organizadas para chamar a atenção para males racialmente agravados causados por políticas governamentais e práticas sociais anteriores, e o governo brasileiro assumiu uma postura mais proativa em relação à diversidade étnica e racial sob o presidente Lula da Silva.